# Мадхава из Сангамаграмы
Ма́дхава из Сангамаграмы (малаял. സംഗമഗ്രാമ മാധവൻ, хинди संगमग्राम के माधव; 1350 — 1425) — средневековый индийский астроном и математик XIV—XV веков, основатель Керальской школы астрономии и математики. Сангамаграма, где он родился — это, как полагают историки, нынешний город Иринджалакуда в штате Керала, южная Индия.
Мадхава первым стал заниматься разложением тригонометрических функций в ряды; эти исследования продолжили Нилаканта Сомаяджи и другие учёные керальской школы. Другие исследования Мадхавы относятся к алгебре, тригонометрии и геометрии.

## Научная деятельность
Труды Мадхавы, за исключением двух, не сохранились, так что судить о его влиянии можно по многочисленным ссылкам и цитатам его учеников и последователей. Из-за этого, впрочем, трудно отделить результаты самого Мадхавы от достижений других керальских учёных.

### Разложение тригонометрических функций
Приведём основные разложения в современных обозначениях (керальцы излагали их словесно, нередко стихами на санскрите).
| № | Ряд | Пояснение                          | Когда и кем открыт в Европе                      |
| - | --- | ---------------------------------- | ------------------------------------------------ |
| 1 | {\displaystyle \sin x=x-{\frac {x^{3}}{3!}}+{\frac {x^{5}}{5!}}-{\frac {x^{7}}{7!}}+\cdots }               | Ряд для синуса                     | Исаак Ньютон (1670) и Вильгельм Лейбниц (1676)   |
| 2 | {\displaystyle \cos x=1-{\frac {x^{2}}{2!}}+{\frac {x^{4}}{4!}}-{\frac {x^{6}}{6!}}+\cdots }               | Ряд для косинуса                   | Исаак Ньютон (1670) и Вильгельм Лейбниц (1676)   |
| 3 | {\displaystyle \operatorname {arctg} x=x-{\frac {x^{3}}{3}}+{\frac {x^{5}}{5}}-{\frac {x^{7}}{7}}+\cdots } | Ряд для арктангенса                | Джеймс Грегори (1671) и Вильгельм Лейбниц (1676) |
| 4 | {\displaystyle {\frac {\pi }{4}}=1-{\frac {1}{3}}+{\frac {1}{5}}-{\frac {1}{7}}+\ldots }                   | Ряд для числа {\displaystyle \pi } | Джеймс Грегори (1671) и Вильгельм Лейбниц (1676) |

Эти ряды часто называют рядами Мадхавы-Лейбница или Мадхавы-Грегори. С помощью указанных рядов Мадхава рассчитал и опубликовал точные таблицы синусов. Ещё один ряд, приведённый в труде Джьештадевы со ссылкой на Мадхаву, позволяет рассчитать значение арктангенса:
{\displaystyle \theta =\operatorname {tg} \theta -{\frac {\operatorname {tg} ^{3}\theta }{3}}+{\frac {\operatorname {tg} ^{5}\theta }{5}}-{\frac {\operatorname {tg} ^{7}\theta }{7}}+\cdots }

### Значение числа π
Расчёт значения числа {\displaystyle \pi } по приведённой выше формуле обнаружен в трактате «Махаджьянаяна», автор которого неизвестен. Часть историков приписывает его Мадхаве, другие — кому-то из его последователей в XVI веке. В трактате приводится также преобразованный ряд, который сходится быстрее:
{\displaystyle \pi ={\sqrt {12}}\left(1-{1 \over 3\cdot 3}+{1 \over 5\cdot 3^{2}}-{1 \over 7\cdot 3^{3}}+\cdots \right)}
Сумма первых 21 слагаемых даёт значение {\displaystyle 3{,}14159265359}, все знаки, исключая последний, верны.
Возможно, Мадхаве принадлежит трактат «Садратнамала», где приводится ещё более точное значение: {\displaystyle \pi =3{,}14159265358979324} (верны все знаки, кроме последнего)

### Математический анализ
Мадхава заложил основы математического анализа, которые получили дальнейшее развитие в Керальской школе астрономии и математики его последователями. Мадхава также улучшил некоторые результаты, обнаруженные в более ранних работах, в том числе в работах Бхаскары II. Однако он так и не смог сделать последний шаг и объединить множество различных идей анализа бесконечно малых, не показав связи между производной и интегралом, ему не удалось сформировать основы мощного аналитического инструмента решения задач, который был разработан в Европе в XVII веке.

## Труды
Как уже говорилось выше, точно неизвестно, какие из дошедших до нас трудов керальских учёных принадлежат Мадхаве. Историк К. В. Сарма приводит следующий список:
1. Голавада
2. Мадхьяманаянапракара
3. Махаджьянаянапракара
4. Лагнапракарана (लग्नप्रकरण)
5. Венвароха (वेण्वारोह)[15]
6. Спхутакандрапти (स्फुटचन्द्राप्ति)
7. Аганита-грахакара (अगणित-ग्रहचार)
8. Чандравакьяс (चन्द्रवाक्यानि)